# 生物柴油
生物柴油（英語：Biodiesel），是用未加工过的或者使用过的植物油以及动物脂肪通过不同的化学反应制备出来的一种被认为是環保的生質燃料。这种生物燃料可以像柴油一样使用。

## 製程

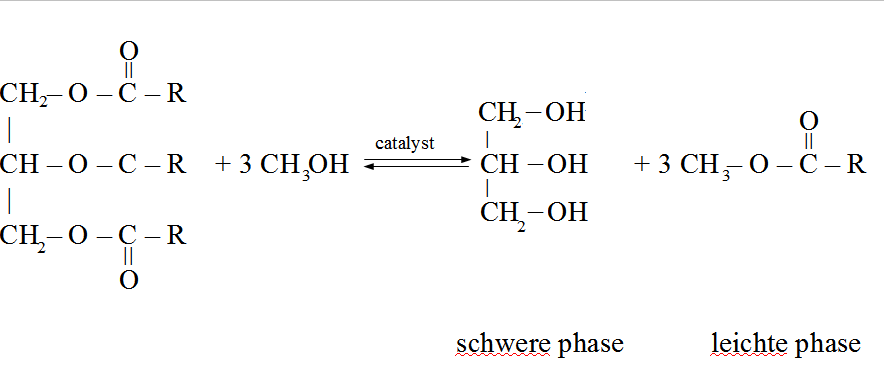
菜油甘油三酯之轉酯化反應

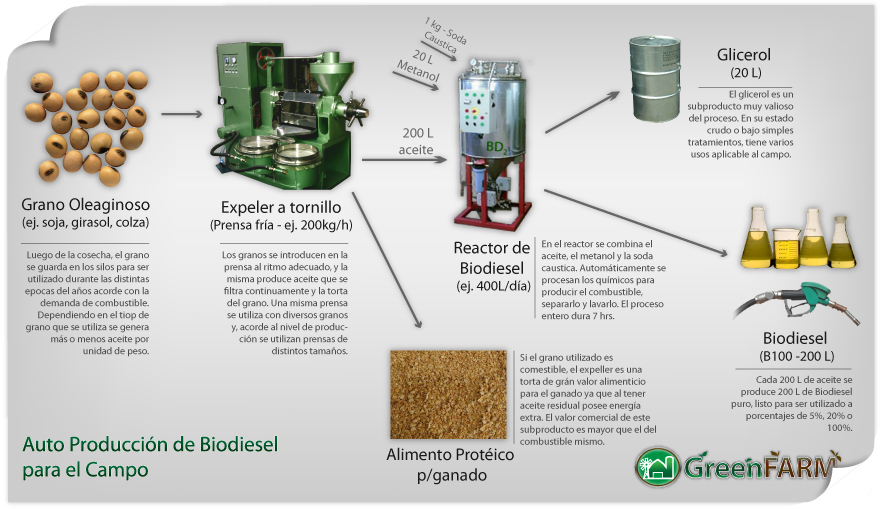
生質柴油製程

生产生物柴油分別為酯交换反应、氢化裂解、不使用催化剂的超临界方法、e-柴油、高温分解、微乳状液等方法。生物柴油最普遍的制备方法是酯交换反应。由植物油和脂肪中佔主要成分的甘油三酯与醇（一般是甲醇）在催化剂存在下反应，生成脂肪酸酯。脂肪酸酯的物理和化学性质与柴油非常相近甚至更好。
酯交换反应是将植物油和甲醇或乙醇混合，生成脂肪酸酯，即生物柴油。催化剂可以是酸，也可以是碱，但是由于碱催化的转化率更高（>98%），若要提高為98%轉化率必需二級反應以上，通常一級反應酯化率在98%以下，而且常压反应，没有中间步骤，对设备的要求也低，因此一般是採用鹼催化反應。
回鍋油、廢棄食用油轉化
- 酸鹼中和法：容易產生大量的酸與廢水製造汙染，同時利用鍋爐加熱也極為耗費能源。[3][4][5][6]
- 利用微波加熱，加入3~4%的甲醇做為反应物，以固態氧化鍶為觸媒，將5公升廢食用油轉化成3公升生質柴油以及2公升甘油，耗電量僅0.3度，約1.2新台幣。至於氧化鍶觸媒為固態性質，可以重複使用，沒有二次污染問題。[3][4][5][6]

## 歷史

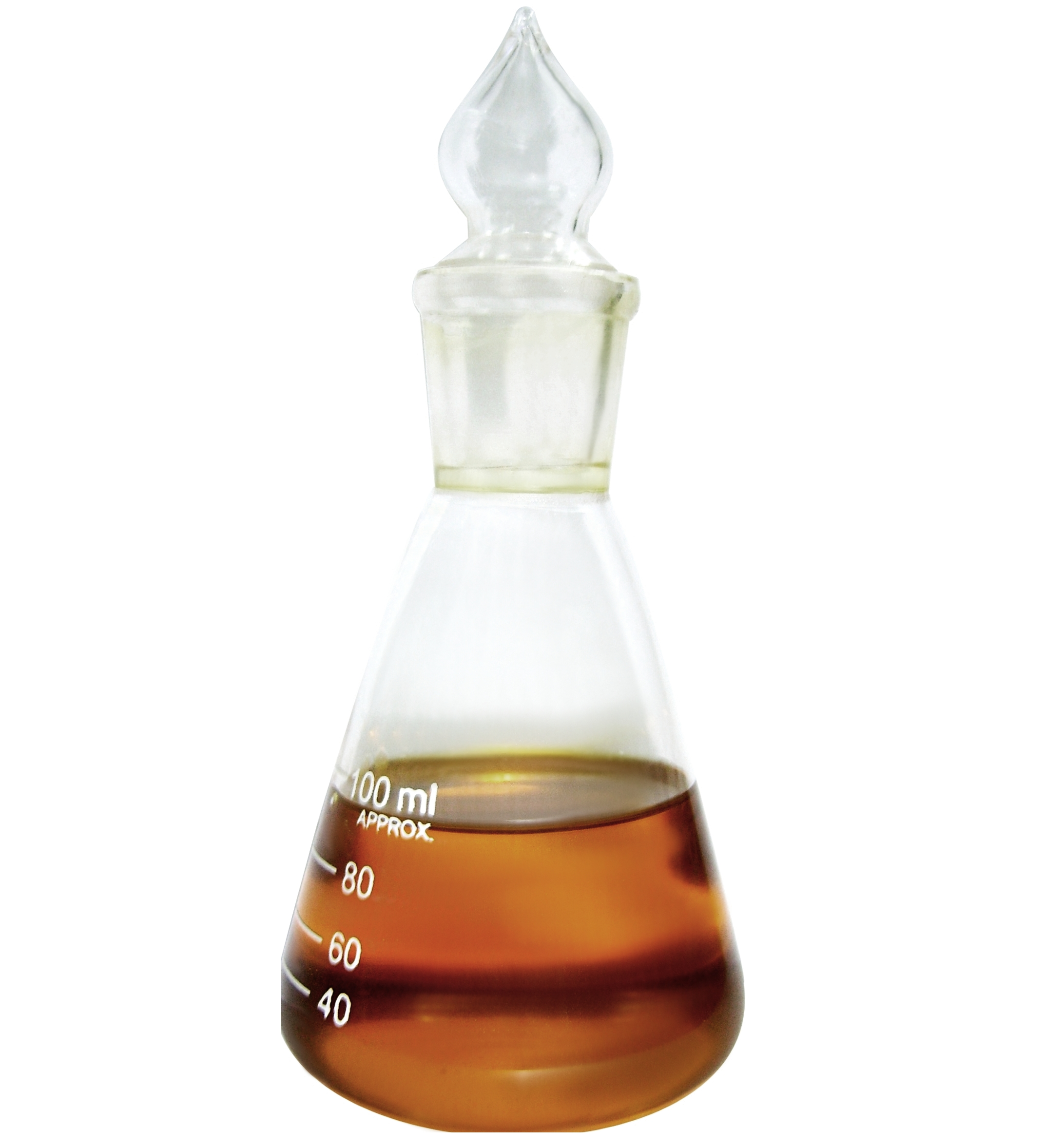
实验室中通过轉酯化反應研制出的生物柴油
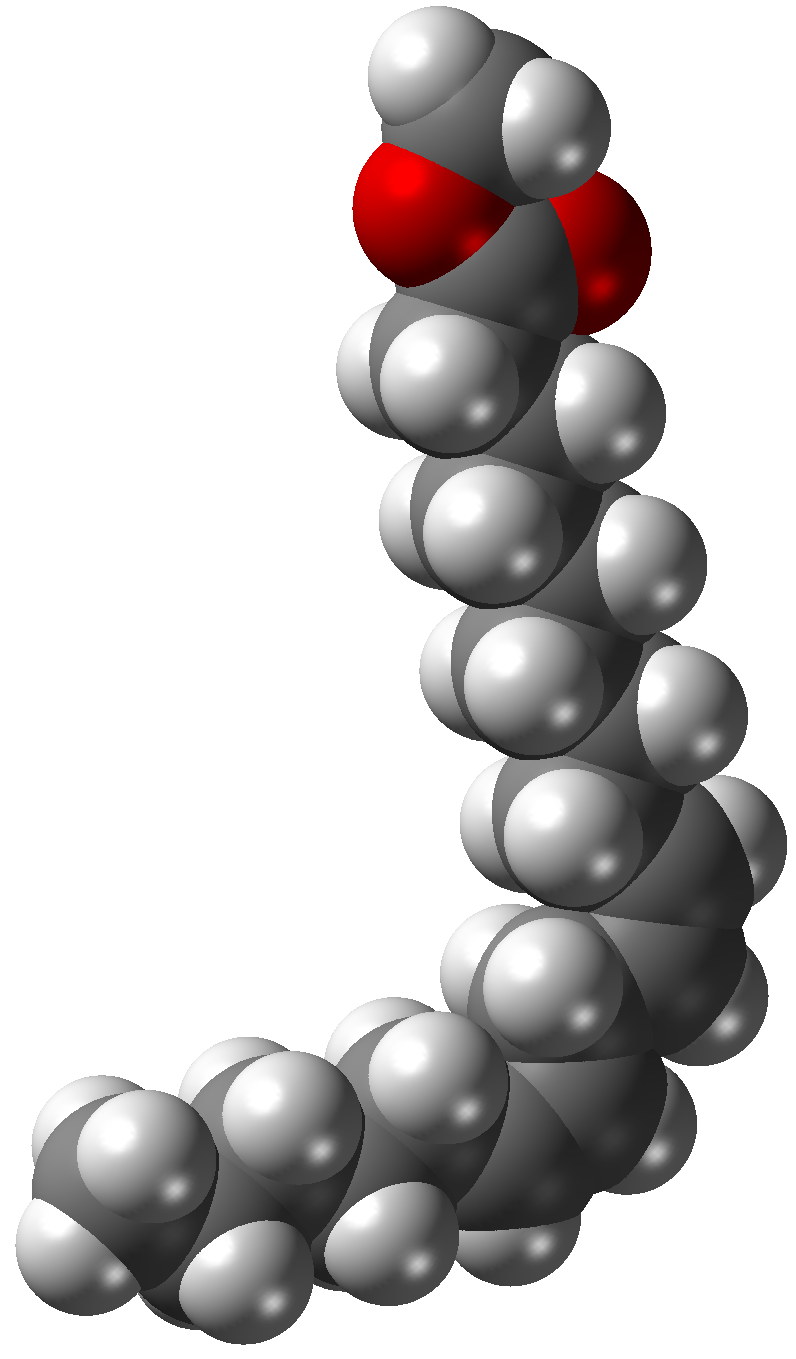
空间填充模型，亚油酸甲酯，一种产生于豆油或菜籽油和甲醇的常见的甲基酯。
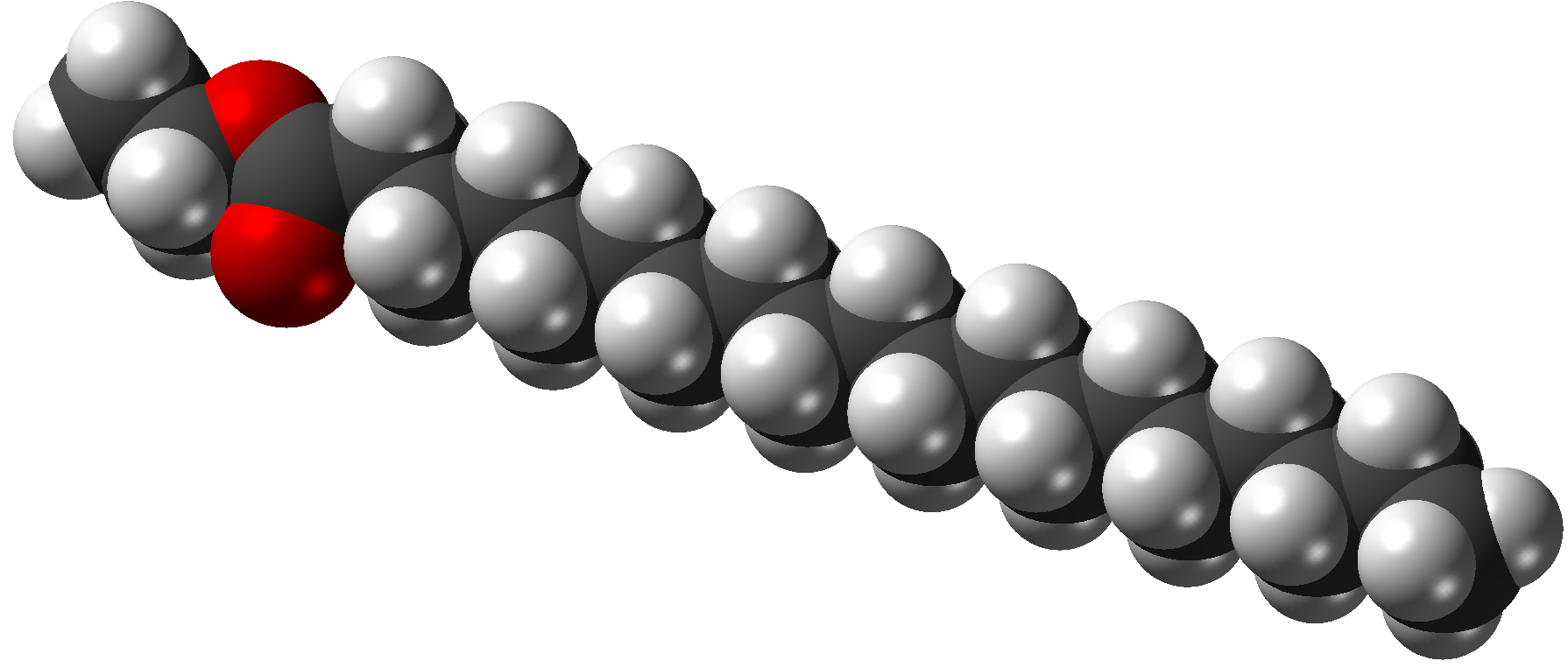
空间填充模型，乙酸乙酯，硬脂酸或硬脂酸乙基酯，一种产生于豆油或菜籽油和乙醇的乙基酯。

1853年，兩個化學家E達菲（E. Duffy）和J.帕特里克（J. Patrick），第一次試驗成功將植物油酯交換製造肥皂。
西元1876年德國工程師鲁道夫·狄塞尔（Rudolf Diesel）發明了柴油引擎，最初使用花生油當燃料，但花生油成本太貴，難以與汽油競爭，後來便使用石化柴油做為燃料。用油脂來做為現今柴油引擎的燃料會遇到一個問題，油脂的黏度太高難以噴成細霧狀使用，1990年後開始使用轉脂化技術將高黏度的油脂轉化為低黏度的單鏈脂肪酸甲酯，做為柴油引擎的原料使用，因此各國皆開始利用為加工過的油脂或者是廢棄的油脂經煉成生質柴油。當時，為紀念該次活動，宣布8月10日為「國際生物柴油日」。

## 原料
生产生物柴油的原料往往根据各地区可以得到的原料种类不同而不同。实际产油效率和技术不同。下面列出了一些国家和地区所採用的主要原料：
- 美国：大豆、玉米、动物脂肪
- 欧洲：油菜籽、动物脂肪
- 日本：動物脂肪
- 馬來西亞：棕榈油[來源請求]
- 中国大陆：大豆、地沟油[來源請求]、棉籽油、油菜籽（菜油）
- 印度：桐油树
- 台灣：廢食用油、國外進口之植物油、高酸油等[來源請求]。

从原理上说，未经加工的植物油只能在柴油发动机裡短期直接使用。这是由于植物油含有饱和度不同的物质而会使柴油发动机上的润滑油发生聚合。而且植物油和柴油分子结构不同，这也可能造成雾化不良、燃烧不完全、喷嘴堵塞等问题。

## 产油效率
原料每亩产油效率（收率）引向原料以后的工业化和市场化的可行性，因为产量必须能够供应给整个国家或全世界。以下是现有技术所能够出产的原料效率：
- 藻（藻類生質燃料）：每公顷16837升（公升，下同）（每英亩1800加仑）（估计数据）[13][14]
- 麻：每公顷9354升（每英亩1000加仑）[15]
- 乌桕：每公顷4705-9073升（每英亩503-970加仑）[16][17]
- 棕榈油：每公顷4752升（每英亩508加仑）[18]
- 椰子：每公顷2151升（每英亩230加仑）[18]
- 油菜籽：每公顷954升（每英亩102加仑）[18]
- 大豆：每公顷554-922升（每英亩59.2-98.6加仑）[19][20]
- 花生：每公顷842升（每英亩90加仑）[18]
- 向日葵：每公顷767升（每英亩82加仑）[18]

## 使用

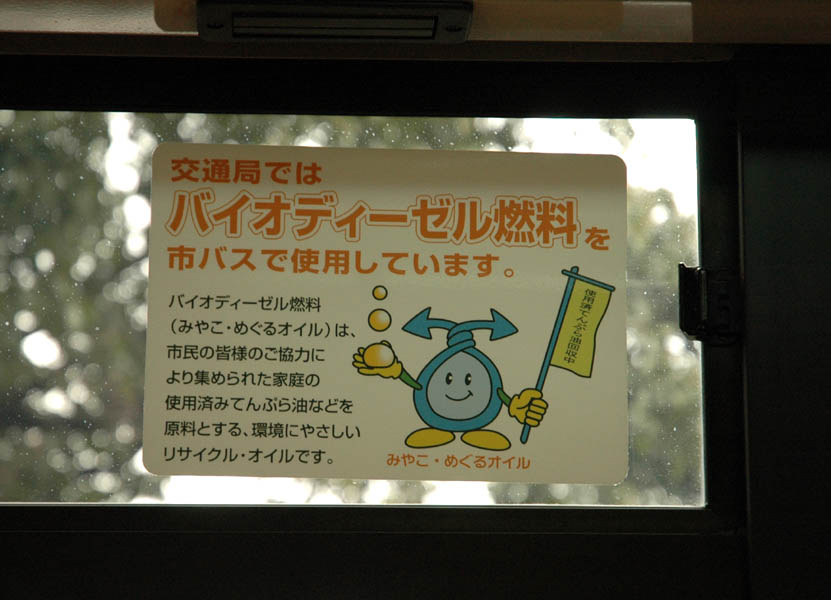
一張貼在京都市營巴士車窗上的佈告，說明此車使用生物柴油作為燃料，並鼓勵大家踴躍回收炸天婦羅廢油作為原料。
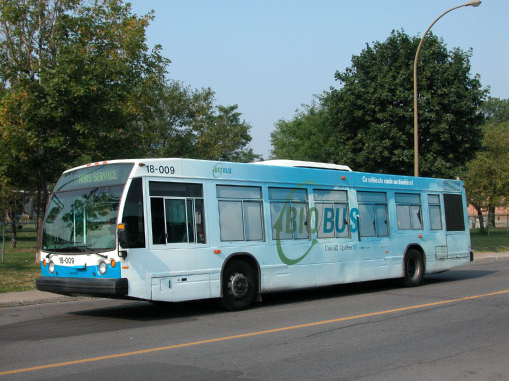
一辆位于蒙特利尔的生物柴油动力巴士
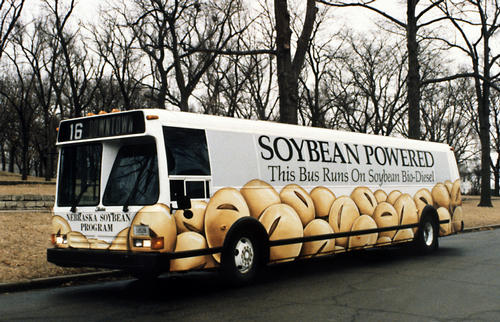
使用生物柴油运行的巴士
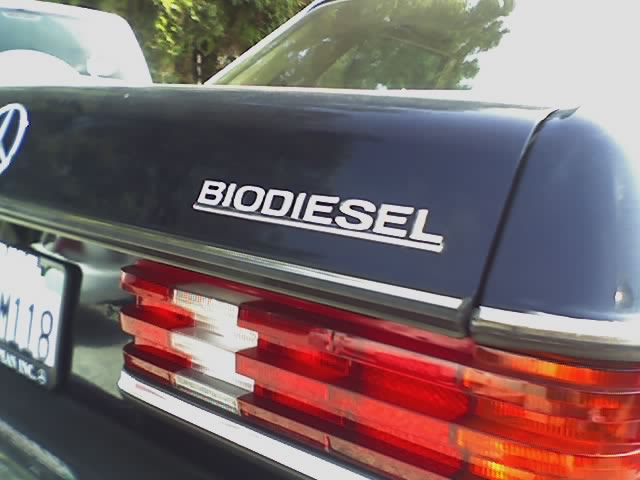
老式柴油梅赛德斯因使用生物柴油行驶而广受欢迎
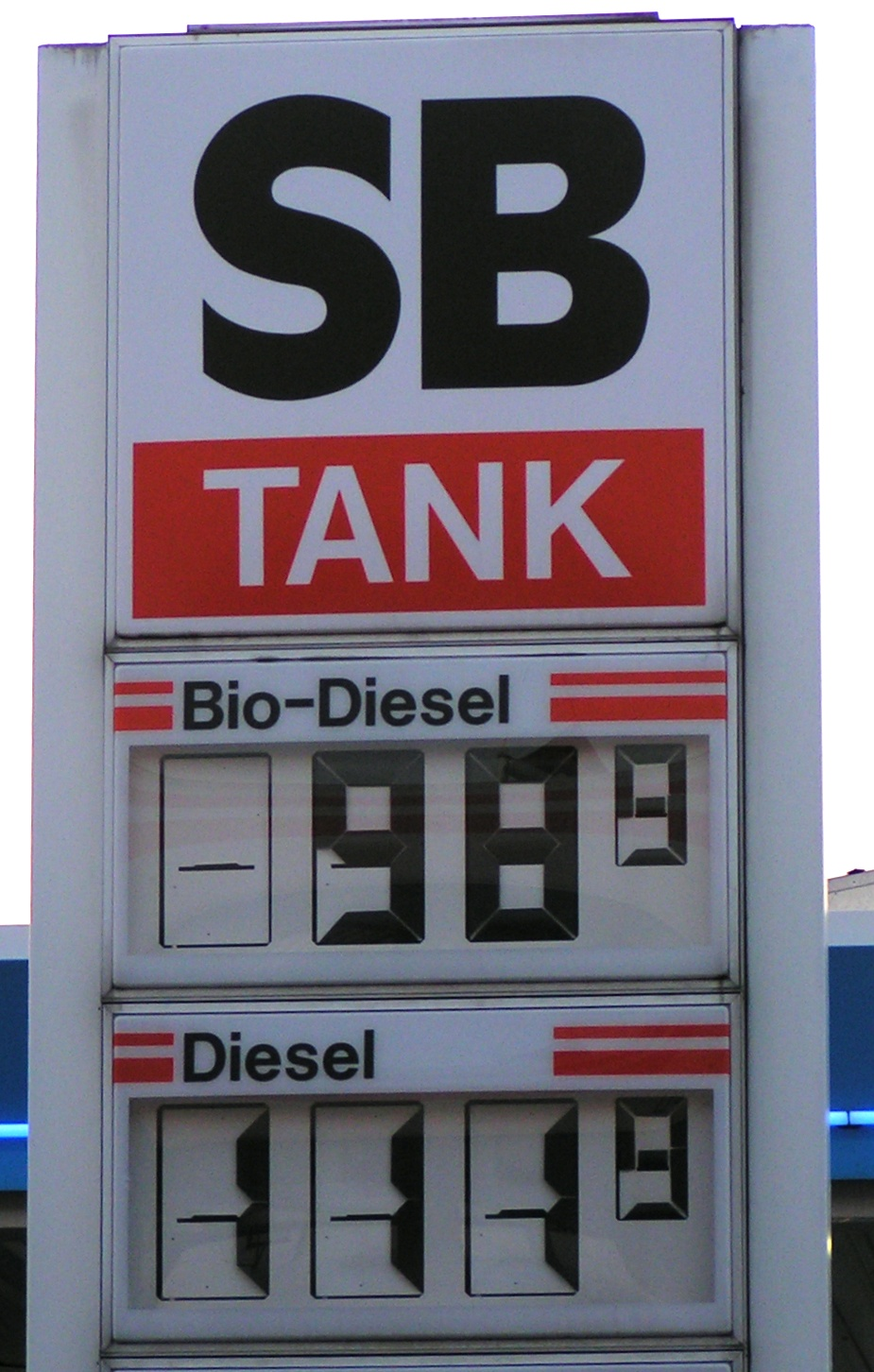
在某些国家，生物柴油比常规柴油便宜

生物柴油一般不是直接作为燃料使用；而是与普通柴油混合使用。一个公认的经验值是调和20%生物柴油（B20，參見B100）。但是這個比例在使用有毒性成分的生質柴油時，可能會有爭議，例如非食品級的蓖麻油可能含有蓖麻毒素，如果燃燒不完全，可能導致安全性隱憂。因此在台灣採用98:2的低混合比。
生質柴油另一個環保優勢，是其可降低引擎廢氣排放。生物柴油幾乎「沒有含硫化物」，排放的廢氣自然也沒有硫化物。研究顯示如果用20%生質柴油的比例混合的話，柴油引擎NOx排放會增加2%，但微粒排放會降低15%，碳氫化合物排放會降低30%，一氧化碳的排放會降低20%，硫氧化合物的排放量會降低20%
如果生質柴油的來源是「回鍋油」，可以減少餐廳換油成本，減少油炸用油的健康風險。以臺灣為例，大統長基公司2013年問題油品約140萬瓶油品，後續分別有2680公噸作為生質柴油（B2合成燃料）、39公噸作為馬路標線用料及機械潤滑油。
一般认为，生物柴油的优点在于可以减少「一氧化碳等废物」的排放量，而且运输也比普通柴油安全。此外，研究发现，生物柴油的润滑性能很高。有趣的是，调和5%以内可以提高润滑性能，但是如果高于5%，润滑性能却不再增强。
生質柴油在製作時必須將酸價給控制在0.50mgKOH/g以下，酸價過高會有腐蝕性。

## 问题

### 燃料、食物生產互斥
虽然生物柴油的开发作为一种替代能源被业界看好，但是却鲜有生产商业化的例子。这主要来自植物油的成本。植物油的采购、运输、储存以及提取佔了生物柴油生产的大部分成本。但是也有观点认为，由于生产生物柴油，需要大量的植物油原料，因此势必需要兴建种植园，因而可以带动相关的农业生产。

### 黏滯係數
生物柴油也存在一些技术限制，不适应很多地区。由于它比普通柴油粘度高，因此在低温下会降低可用性。如同雞湯、紅燒肉放到冰箱冷藏，油脂會凝結成白色黏稠狀，學術上的名詞就叫做「雲化」（cloud），凝結的溫度則叫做「雲點」（cloud point）。石油基柴油的雲點大約在攝氏零下15度，而100%生質柴油B100在攝氏零度時便會開始雲化，低溫時很容易堵塞汽車油路。在冬天使用生物柴油必须加入添加剂或者其他的保温措施。而在湿热环境下，长期储存生物柴油还需要考虑到抑制微生物和细菌的滋生。

### 能量值
生質柴油另一個劣勢，是B100的蘊含能量比石油基的柴油燃料低11%，最大馬力輸出大約會減少5－7%。但這個差距並不大，如果是使用5%生質柴油更幾乎沒有差別。反而是生質柴油的黏性大於石油基柴油，對燃噴射料系統和引擎元件能提供較好的潤滑性，延長引擎系統壽命。許多車主指定使用B2柴油（2%生質柴油，98%石油基柴油），目的就是在幫助潤滑引擎。而前面提到美國小學生乘坐的這些大豆動力車，則是使用B5到B30的柴油。

### 開發成本
為協助生物柴油的開發，在不少國家（如加拿大、南韓等）都會投入生物科技工業園的發展，透過把相關物料的生產和開發的過程放在一起，以減低生物柴油的開發成本。

### 低溫膠化
當生物柴油因環境溫度降低到某一程度以下時，油品中一些分子聚集並形成晶體。一旦晶體變得大於可見光波長的四分之一，油品出現混濁狀態的結晶溫度，通稱為「濁點」（cloud point，或稱「雲點」）。例如，由牛油和棕櫚油生產的生物柴油分別在16 °C（61 °F）和13 °C（55 °F）時凝結膠化。

### 油路堵塞及沈積物增生
在台灣推廣生質柴油後，由於有車主反應使用B2生質柴油常有油路堵塞及引擎容易熄火的問題，加油站業者亦有油槽沈積物增生、加油機濾器阻塞之案例。
雖然還無法證實與生質柴油的製造或儲運過程還是與氣候或車主保養、加油站業者之管理有關，但2014年5月5日，經濟部仍決定公告修正「石油煉製業與輸入業銷售國內車用柴油摻配酯類之比率實施期程範圍及方式」，將強制添加生質柴油2%以上之命令，改為車用柴油得摻配酯類。從2014年5月起逐步停供B2生質柴油，以後待問題解決後再重新供應生質柴油。
2014年10月，零售加油站及遊覽車業同聲反對恢復銷售及使用生質柴油，遊覽車公會全聯會則強調，使用近一年時間已發生過500多件行駛中熄火的傷害事件。

## 道德及環保爭議性
生物柴油的大量使用會讓許多原本生產食品的農地改種植經濟作物，很可能造成糧價上漲，威脅貧窮人口：而開墾新的農地則會破壞生態，而一些研究顯示，開墾新農地所製造的二氧化碳可以提供這塊農地上的作物吸收數十年，換句話說就是在環保上不值得。
可能避免負面效應的方法是採用痲瘋樹提供油脂（痲瘋樹生產的油脂有毒、不可食用），痲瘋樹不但產油效率佳，而且可以在貧瘠缺水的環境生存，換句話說就是可以利用無法種植作物的土地。但有些人認為就算是採用具有類似痲瘋樹特性的植物生產生質柴油，還是有降低糧食生產的可能性，因為有些第三世界國家的農民會在經濟利益的驅使下，將原本用來種植作物的土地給拿來改種痲瘋樹。另一種可行方案是種植辣木。
利用廢棄物（例如廢油）生產生物柴油幾乎無環保及道德上的缺點；還可以減少商人使用回鍋油及地溝油的誘因。但是回收廢油及廢油內部不純物仍然是問題。

## 未來發展
未來可能利用藻類（如海藻）生產生質柴油，以增加生質能源效率，和減輕生質能源可能對農產品價格的影響。但除了技術上還需突破外，由於生產的藻類很可能是基因改造品種，因此預防這些藻類混入生態系統也是個課題。

## 参看
- 可再生能源
- 生物燃料
- 生物質能
- 甲醇
- 燃料乙醇
- 藻類生質燃料
- 回鍋油
- 食物与燃料之争 (Food vs. fuel)
- 經濟作物
- 可再生能源商业化
- 中國生物能源
- Second-generation biofuels
- Lignocellulosic biomass